# مركبة تحت الماء ذاتية القيادة

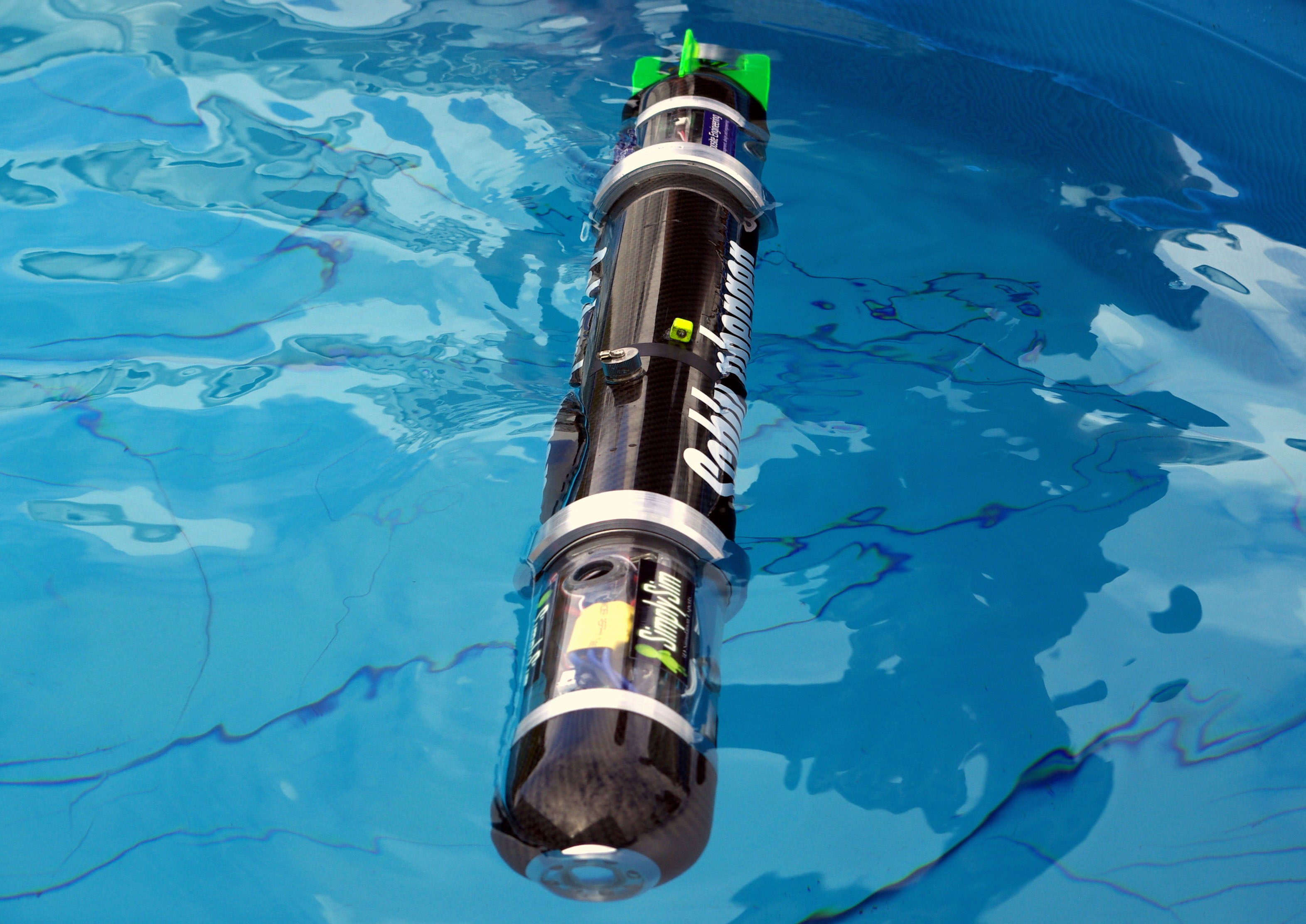
صُمِّمَ Blackghost AUV للقيام بهجوم تحت الماء بشكل مستقل دون أي تحكم خارجي.

مركبة تحت الماء ذاتية القيادة (بالإنجليزية: Autonomous Underwater Vehicle - AUV) هي روبوت يسافر تحت الماء دون الحاجة إلى إدخال مستمر من المشغل. تشكل المركبات تحت الماء ذاتية التشغيل جزءًا من مجموعة أكبر من الأنظمة تحت الماء المعروفة باسم المركبات تحت الماء غير المأهولة أو الغواصات المسيرة ، وهو تصنيف يتضمن أيضاً المركبات تحت الماء غير المستقلة التي تُشَغَّل عن بعد (ROVs) – يتم التحكم فيها وتشغيلها من السطح بواسطة مشغل/طيار عبر حبل سري أو باستخدام جهاز التحكم عن بعد. في التطبيقات العسكرية، يُشار إلى AUV في أغلب الأحيان باسم مركبة بحرية غير مأهولة ( UUV ).

## التطبيقات
أصبح هذا النوع من المركبات تحت الماء في الآونة الأخيرة بديلاً جذابًا للبحث والاستكشاف تحت الماء نظرًا لأنها أرخص من المركبات المأهولة. على مدى السنوات الماضية، كانت هناك محاولات كثيرة لتطوير مركبات تحت الماء لمواجهة تحدي برامج الاستكشاف والاستخراج في المحيطات. في الآونة الأخيرة، ركز الباحثون على تطوير المركبات ذاتية القيادة تحت الماء لجمع البيانات طويلة المدى في مجال علم المحيطات وإدارة السواحل. 

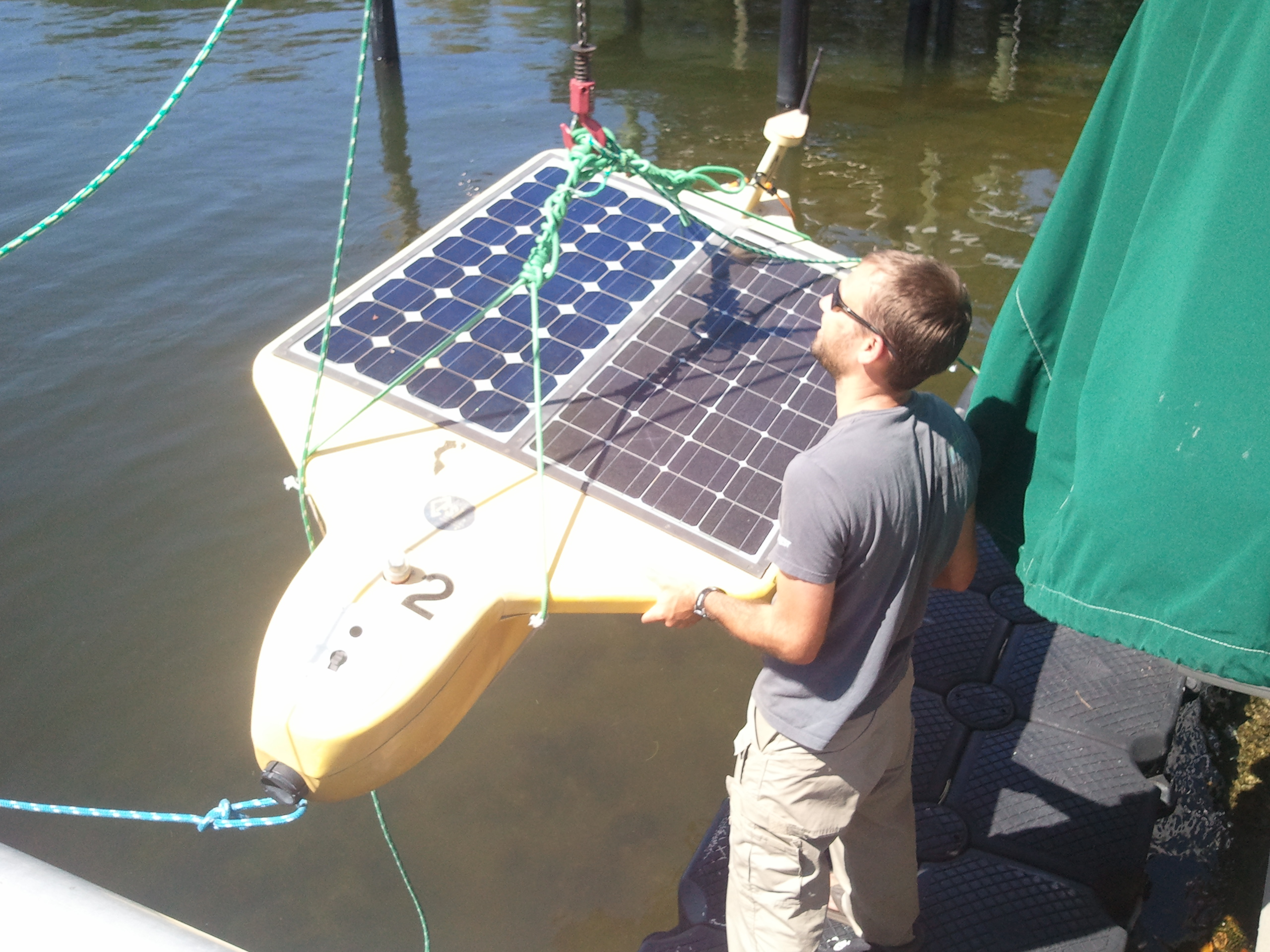
قام باحث من جامعة جنوب فلوريدا بإطلاق Tavros02 ، وهي مركبة تحت الماء تعمل بالطاقة الشمسية.

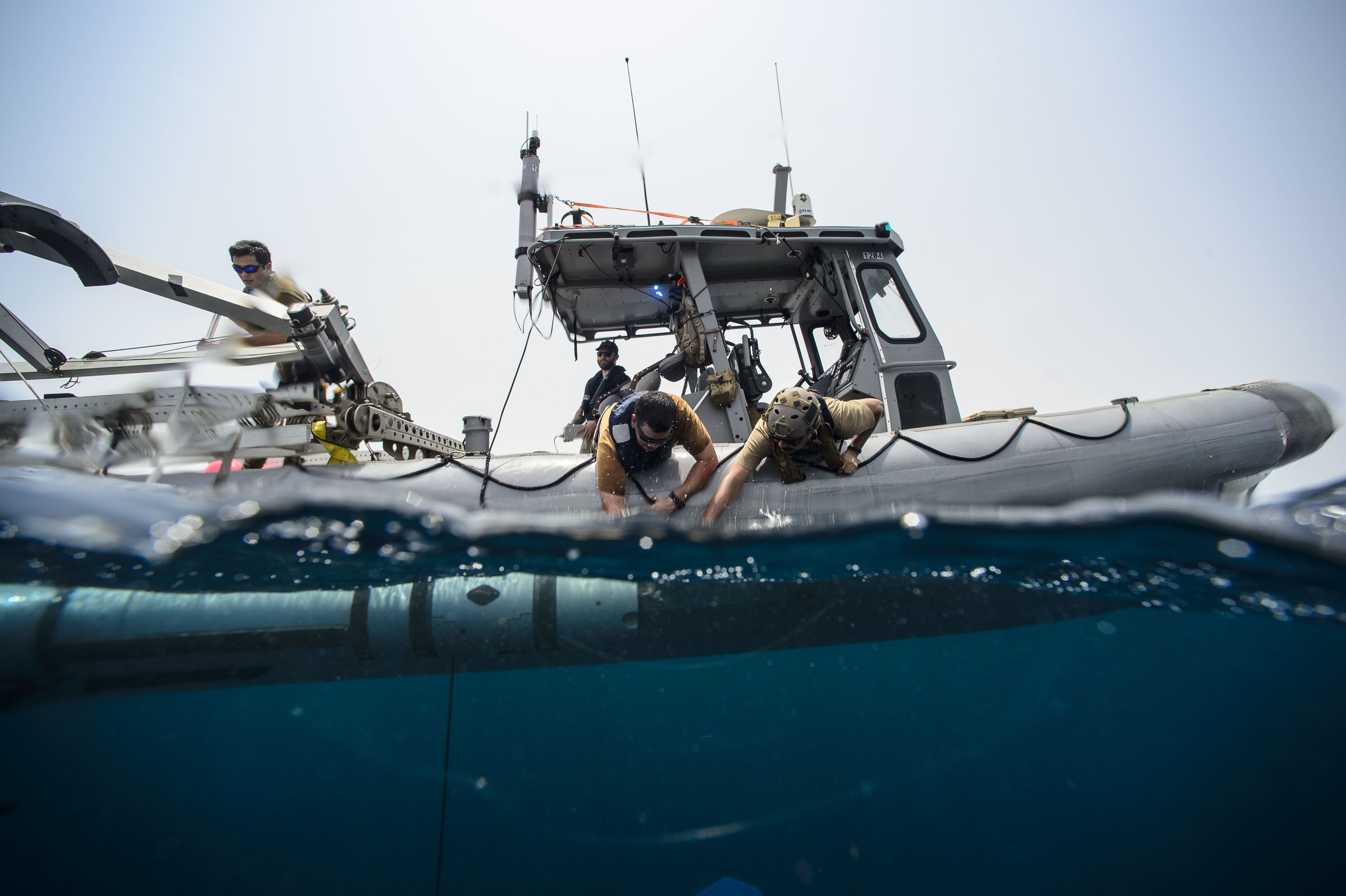
إطلاق مركبة UUV من طراز Kingfish